# Keops
Kufu, s celim imenom Knum Kufu, bolj znan po grškem imenu Keops, je bil staroegipčanski faraon iz Četrte dinastije, ki je vladal v obdobju zgodnjega Starega kraljestva v 26. stoletju pr. n. št. Bil je drugi vladar Četrte dinastije, ki je nasledil morebitnega očeta, faraona Sneferuja. Na splošno velja, da je dal zgraditi Veliko piramido v Gizi, eno od sedmih čudes antičnega sveta. Drugi vidiki njegove vladavine so slabo dokumentirani.
Edini popolnoma ohranjeni Kufujev portret je 8 cm visoka slonokoščena figurica, odkrita leta 1903 v ruševinah templja iz kasnejšega obdobja v Abidosu. Vsi drugi odkriti reliefi in kipi so v fragmentih, mnogo njegovih zgradb pa je izgubljenih. Vse znanje o njem izvira iz napisov v njegovi nekropoli v Gizi in kasnejših dokumentov. Kufu je na primer glavna oseba v Westcarjevem papirusu iz Trinajste dinastije.
Večino dokumentov, ki omenjajo Kufuja, so napisali egipčanski in grški zgodovinarji okoli leta 300 pr. n. št. Kufu je v njih predstavljen protislovno: medtem ko se je njegova kulturna dediščina ohranjala tako v Starem kot Novem kraljestvu, ga Maneton, Diodor in Herodot predstavljajo zelo negativno. Zaradi teh opisov je slika Kufujeve osebnosti še vedno nejasna.

## Ime
Kufujevo ime je bilo posvečeno bogu zemlje Hnumu, kar morda kaže na naraščanje Hnumove priljubljenosti in verskega pomena. Več kraljevskih in verskih naslovov, uvedenih v tem času, morda kaže, da so egipčanski faraoni poskušali poudariti svoje božansko poreklo in položaj z izbiranjem uradnih kartušnih imen po določenih bogovih. Kufu je nase morda gledal kot na božanskega stvarnika, se pravi, da si je pripisal vlogo, ki jo je imel bog Hnum kot bog zemlje, stvaritve in rasti in je zato bogovo ime povezal s svojim. Kufujevo ime pomeni »Hnum me ščiti«.
Zanimivo je, da je faraon uporabljal dve zazličici svojega rojstnega imena: Hnum-kuf  in Kufu. Prva (popolna) različica jasno kaže Kufujevo versko privrženost Hnumu, druga (krajša) različica pa tega ne kaže. Zakaj je faraon uporabljal krajšo različico, v kateri ni Hnumovega imena in njegove povezave s tem bogom, ni znano. Mogoče je, da krajša različica imena ni pomenila povezave z nobenim bogom.
Kufu je dobro znan po njegovem heleniziranem imenu Keops (grško Χέοψ, Heops) in manj znan po drugem heleniziranem imenu Súfis (grško Σοῦφις). Redka različica imena, ki jo je uporabljal Jožef Flavij, je Sofe (grško Σόφε). Arabski zgodovinarji, ki so pisali zgodbe o Kufuju in piramidah v Gizi, so ga imenovali Saurid ali Salhuk.

## Družina

### Kufujevo poreklo
Sneferujevo očetovstvo ni povsem dokazano. Večina egiptologov je prepričana, da je bil Sneferu Kufujev oče, vendar le zato, ker so zgodovinarji ugotovili, da je prestol lahko nasledil samo vladarjev najstarejši sin ali izbrani potomec.
Leta 1925 so vzhodno od Keopsove piramide odkrili grobnico kraljice Hetepheres I. (G 7000x), v kateri je bilo več dragocenih grobnih pridatkov in več napisov, na katerih je naslovljena z Mut-nesut – kraljeva mati. Ob naslovu je ime faraona Sneferuja. Iz napisa je bilo sprva povsem jasno, da sta bila Sneferu in Hetepheres mož in žena in Kufujeva starša. Kasneje se je v to domnevo začelo dvomiti, ker Hatepheres nikjer naslovljena s Hemet-nesut – kraljeva žena. Naslov je bil nepogrešljiv za potrditev njenega kraljevskega položaja. Hetepheres je imela namesto naslova faraonove žene naslov Sat-netjer-khetef – hčerka njegovega božanskega telesa, se pravi kraljeva biološka hčerka. Rezultat teh sklepanj je trenutno veljavno mnenje, da Kufu morda ni bil Sneferujev biološki sin, ampak je položaj sina dobil s Sneferujevo poroko. Kufujev visok položaj je bil zagotovljen s položajem njegove matere kot hčerke živega boga. To teorijo podpira dejstvo, da je bila Kufujeva mati pokopana v bližini svojega sina in ne v nekropoli njenega moža, kot bi pričakovali.

### Družinsko drevo
Kufujeva družina je bila zelo velika. Na družinskem drevesu so omenjeni samo dokazani družinski člani.
Starši:
- Sneferu, zelo verjetno oče, morda samo očim, slaven faraon in graditelj piramid.
- Hetepheres I., zelo verjetno Kufujeva mati in zagotovo Sneferujeva žena.

Soprogi:
- Meritites I., prva Kufujeva žena.
- Henutsen, druga Kufujeva žena, omenjena na slavni Inventarni steli.

Bratje in sestre:
- Hetepheres, Ankhafova žena.
- Ankhaf, najstarejši brat; njegov nečak je kasneje postal faraon Kefren.
- Nefermaat, polbrat, pokopan v Meidumu in lastnik slavne »gosje mastabe«.
- Rahotep, starejši brat ali polbrat, upodobljen na kipu skupaj z ženo Nofret.

Sinovi:
- Kavab, najverjetneje najstarejši sin in kronski princ, ki je umrl pred Kufujem in ga zato ni nasledil.
- Džedefre, znan tudi kot Redžedef in Ratoises, Kufujev naslednik.
- Kafre (Kefren), najverjetneje drugi prestolonaslednik.
- Džedefhor, znan tudi kot Hordžedef, omenjen na  Westcarjevem papirusu.
- Baufra, morda Kufujev sin, ker ni potrjen na nobenem arheološkem ali v primarnem viru; znan samo iz mnogo kasnejših dokumentov.
- Babaef I., znan tudi kot Hnum-baef I.
- Kufukaf I., znan tudi kot Kaefkufu I.
- Minkhaf I.
- Horbaef.

Hčerke:
- Nefertiabet, znana po svoji čudoviti steli.
- Hetepheres II., žena princa Kavaba, kasneje žena faraona Džedefreja.
- Meresank II.
- Meritites II., poročena z Akethetepom.
- Kamerernebti I., Kefrenova žena in mati faraona Menkaureja.

Vnuki:
- Duaenhor, Kavabov sin in morda najstarejši vnuk.
- Kaemsekem, drugi Kavabov sin.
- Mindžedef, znan tudi kot Džedefmin.
- Džati, Horbaefov sin.
- Iunmin I., Kefrenov sin.

Nečaki in nečakinje:
- Hemiunu, vodja gradnje Kufujeve Velike piramide.
- Nefertkau III., hčerka Meresank II.

## Vladanje

### Dolžina vladanja
Dolžina Kufujeve vladavine ni natančno določena, ker so primarni viri redki, kasnejši pa protislovni. Torinski seznam kraljev iz Devetnajste dinastije mu pripisuje 23 let vladanja. Starogršji zgodovinar Herodot mu pripisuje 50 let, Maneton pa celo 63 let vladanja. Oba zadnja podatka se štejeta za pretiravanje ali napačno tolmačenje starih podatkov.
Primarni viri vsebujejo tri ključne podatke. Enega od njih so odkrili v oazi Dahla v Libijski puščavi. Kufujevo serek ime je vklesano v skalnem napisu, ki poroča o »Mefat – potovanju v letu po 13. štetja živine pod Hor-Medžedujem«. Drug vir je v razbremenilni komori nad pogrebno komoro v Keopsovi piramidi. Na enem od napisov je omenjena skupina delavcev, imenovana »Kufujevi prijatelji« s pripisom »v letu 17. štetja živine«. Slednji podatek je dvoumen, ker se ne ve, ali gre za štetje živine vsaki dve leti ali ga je treba jemati dobesedno.  Tretji podatek o dolžini vladanja izvira iz Vadi al-Jarfa. Napis opisuje prihod kraljevih ladij z dragoceno rudo in turkizi v »letu po 13. štetju živine po Hor-Medžedu«. Kufujevo najvišji znan in zanesljiv datum je »leto po 13. štetju živine«.
Sodobni egiptologi, ki poskušajo rešiti uganko resnične dolžine Kufujeve vladavine, so se usmerili proti Sneferuju, ko je bilo štetje živine vsako drugo leto njegove vladavine. Štetje živine je bil gospodarski dogodek, ki je služil pobiranju davkov v celotnem Egiptu. Novejše ocene dokumentov in Kamna iz palerma kažejo, da se je tudi med Kufujevo vladavino živina štela vsaki dve leti.
Egiptologi, med njimi Thomas Schneider, Michael Haase in Rainer Stadelmann, se sprašujejo, ali je sestavljalec Torinskega seznama kraljev upošteval, da se je v prvi polovici Starega kraljestva živina štela vsaki dve leti, ker so se med vladavino Devetnajste dinastije davki pobirali vsako leto. Iz vseh omenjenih dokumentov je moč sklepati, da je Kufu vladal 26 ali 27 let, ali morda več kot 34 let, če so bila štetja živine vsaki dve leti. Če sestavljalec Torinskega seznama kraljev ni upošteval dveletnega štetja živine, bi to pomenilo, da je vladal 46 let.

### Politične dejavnosti
Kufujeve politične dejavnosti v Egiptu in izven njega so omenjene samo na nekaj mestih. Dejavnosti v Egiptu so dokumentirane na več napisih na zgradbah in kipih. Njegovo ime se pojavlja v napisih v El Kabu in na Elefantini in v lokalnih kamnolomih v Hatnubu in Vadi Hammamatu. V Sakari so odkrili dva kipca boginje Bastet, izdelana iz terakote. Na njunih podstavkih je zapisano Kufujevo Horovo ime. Kipca sta verjetno iz Kufujevega obdobja.

### Vadi Maghara
V Vadiju Maghara na Sinaju je skalni napis, na katerem je Kufu upodobljen z dvojno krono. Kufu je poslal na Sinaj več odprav z nalogo, da odkrijejo nahajališča bakrove rude in turkiza. Na mogočnih reliefih na Sinaju so razen njega upodobljeni tudi Sekemket, Sneferu in Sahure, ki so tudi iskali obe dragoceni surovini. Kufu je imel trgovske stike z Biblosom, kamor je poslal več odprav, ki naj bi bakreno orodje in orožje menjavale za dragocen les libanonske cedre. Les je bil pomembno gradivo za velike in stabilne pogrebne ladje. Ladje, odkrite ob Veliki piramidi, so bile resnično izdelane iz cedrovine.

### Vadi Al Jarf
Nove dokaze o političnih dejavnostih med Kufujevo vladavino so odkrili na mestu nekdanjega pristanišča Vadi Al Jarf na obali Rdečega morja vzhodno od Egipta. Prve ostanke pristanišča sta že leta 1823 izkopala John Gardner Wilkinson in James Burton. Izkopavanja sta kmalu opustila in najdišče je odšlo v pozabo. Izkopavanja sta leta 1954 nadaljevala francoska znanstvanika François Bissey in René Chabot-Morisseau, vendar je njuno delo leta 1956 prekinila Sueška kriza. Junija 2011 je ekipa francoskih arheologov pod vodstvom Pierrea Talleta in Gregoryja Marouarda in organizacijo Francoskega inštituta za orientalsko arheologijo (IFAO) ponovno začela delo na omenjenem najdišču in med drugim odkrila zbirko več sto papirusnih fragmentov.
Deset papirusov je bilo zelo dobro ohranjenih. Večina dokumentov je bila iz 27. leta Kufujevega vladanja in opisuje, kako je centralna državna uprava poslala hrano in potrebščine mornarjem in pristaniškim delavcem. Datiranje teh pomembnih dokumentov so omogočile fraze, značilne za obdobje Starega kraljestva, in dejstvo, da so bila pisma faraonu naslovljena z njegovim Horovim imenom. Takšno naslavljanje je bilo značilno za žive vladarje, ker so jih po smrti naslavljali s prestolnim ali rojstnim imenom. Zlasti zanimiv dokument je dnevnik uradnika Merererja, ki je sodeloval pri gradnji Velike piramide. Dnevnik je znanstvenikom omogočil rekonstrukcijo treh mesecev njegovega življenja in dal vpogled v vsakdanje življenje prebivalcev v času Četrte dinastije. Papirusi so najzgodnejši primerki natisnjenih papirusov, ki so jih do zdaj odkrili v Egiptu. Drug napis, ki so ga odkrili na apnenčastem zidovju pristanišča, omenja načelnika kraljevih pisarjev Iduja, ki je nadziral razdeljevanje dobrin.
Na enem od masivnih blokov je tudi kartuša s Kufujevim imenom. Pristanišče je bilo strateško in gospodarsko pomembno, ker so ladje iz njega prevažale dragocene turkize in bakrovo rudo z južne konice Sinajskega polotoka. Na fragmentih papirusov je več seznamov dobavljenih živil. Na njih je omenjeno tudi pristanišče na zahodni obali Sinajskega polotoka, kjer je Gregory Mumford leta 1960 odkril starodavno trdnjavo Tell Ras Budran. Papirusi in trdnjava skupaj odkrivajo od davnine utečeno trgovsko pot preko Rdečega morja, najstarejšo arheološko dokazano pomorsko pot v Starem Egiptu. Pristanišče bi lahko bilo tudi eno od pristanišč, iz katerega so izplule odprave v razvpito zlato deželo Punt.

## Spomeniki in kipi

### Kipi
Edina Kufujeva tridimenzionalna podoba je majhen in dobro ohranjen slonokoščen kipec, znan kot Kufujev kipec. Faraon je upodobljen sedeč na prestolu z nizkim naslonjalom in  rdečo krono Spodnjega Egipta. Levo od kolen je ohranjeno njegovo Horovo ime Medžeduis, na desni strani pa je fragment kartuše z imenom Hnum-Kuf. V levi roki drži cepec, desna roka pa počiva na desni nogi. Kipec je leta 1903 našel Flinders Petrie pri Kom El Sultanu pri Abidosu. Kipec je bil brez glave, ki se je po Petriejevem mnenju izgubila med izkopavanjem. Ko je Petri prepoznal pomen najdbe, je ustavil vsa druga dela in obljubil nagrado vsakemu, ki bi našel manjkajočo glavo. Tri tedne kasneje so glavo našli po intenzivnem sejanju globljih plasti ruševin. Kipec je restavriran in na ogled v Egipčanskem muzeju v Kairu. Večina egiptologov verjame, da je kipec izviren, drugi, med njimi tudi Zahi Hawass, pa domnevajo, da je umetniška reprodukcija iz Šestindvajsete dinastije. Hawass dvom utemeljuje z dejstvom, da v Kom El Sultanu in Abidosu niso izkopali nobene zgradbe, ki bi bila zanesljivo datirana v Četrto dinastijo. K temu dodaja, da je Kufujev obraz neobičajno čokat in okrogloličen in brez čustev. Stilistiko obraza primerja s kipi faraonov iz Kufujevega obdobja, na primer Sneferuja, Kefrena in Menkaureja. Obrazi teh treh faraonov so lepi, vitki in prijazni, kar je jasen dokaz idealiziranja, ki ni temeljilo na resničnosti. Kufujev obraz na slonokoščenem kipcu zgleda, kot da umetnika nista kdo ve kako skrbela niti profesionalnost niti prizadevnost. Hawass je prepričan, da faraon ne bi nikoli dovolil, da ga upodobijo tako površno. In ne nazadnje se prestol, na katerem faraon sedi, ne ujema z umetniškim slogom katerega koli artefakta iz Starega kraljestva. V tem obdobju so imeli prestoli višja naslonjala, ki so segala do vratu faraonov. Zadnji dokaz, da je kipec reprodukcija, je cepec nehenekh  v njegovi levi roki, ker se je cepec kot ceremonialna insignija pojavil šele v Srednjem kraljestvu. Zahi Hawass zato zaključuje, da je bil kipec izdelan morda kot amulet ali idol za srečo za prodajo pobožnim meščanom.
Trditev, da je majhen slonokoščen kipec edina Kufujeva podoba, ni povsem točna. Med izkopavanji v Sakari leta 2001 in 2003 so odkrili kip iz terakote, ki prikazuje boginjo levinjo, morda Bastet ali Sekmet. Ob njenih nogah sta dve otroški figuri faraonov. Desno figuro je po Horovem imenu mogoče prepoznati kot Kufuja, levo pa po rojstnem imenu kot Pepija I. iz Šeste dinastije. Pepijevo podobo so očitno dodali kasneje, ker je ločena in bolj oddaljena od boginje. Kip je neskladen z značilnimi skupinskimi kipi iz Starega kraljestva, na katerih so bile vse osebe upodobljene kot umetniška celota. Izkopavanja so razkrila, da se je kip polomil in bil v Srednjem kraljestvu restavriran. Zgleda, da je bila na kipu najpomembnejša boginja, ker sta bili imeni faraonov prekriti z mavcem.
Kamen iz Palerma na fragmentu C-2 omenja postavitev dveh faraonovih kipov v nadnaravni velikosti. Prvi naj bi bil izdelan iz bakra, drugi pa iz čistega zlata.
George Reisner je med izkopavanji v Gizi odkril več fragmentov sedečih kipov iz alabastra in travertina, na katerih je bil nekoč napis s popolnim Kufujevim titularijem. Od njih so se v celoti ali delno ohranile samo kartuše z imenoma Kufu in Hnum-Kuf.
Dva predmeta iz alabastra sta razstavljena tudi v Roemer- und Pelizaeus-Museumu v Hildesheimu. Ne enem je glava boginje mačke, verjetno Bastet ali Sekmet. Položaj njene desne roke kaže, da je bil doprsni kip nekoč del skupinskega kipa, podobnega dobro znani Mikerinovi triadi.
Kufuju je verjetno pripadalo tudi več glav kipov. Ena od njih, tako imenovana Brooklinska glava, je na ogled v Brooklynskem muzeju v New Yorku. Izdelana je iz rožnatega granita in visoka 54,3 cm. Zaradi okroglih lic jo pripisujejo Kufuju ali Huniju. Podobna glava je razstavljena v državni zbirki egipčanske umetnosti v Münchenu. Izdelana je iz apnenca. Visoka je samo 5,7 cm.

### Reliefi
Kufu je upodobljen v številnih fragmentih reliefov, najdenih v njegovi nekropoli in drugod. Vsi reliefi so iz fino poliranega pnenca. Nekateri od njih izvirajo iz uničenega piramidnega templja in dvignjene pristopne poti. Zidovi templja so bili nekoč v celoti prekriti z reliefi. Del reliefov se je ponovno uporabil na piramidni nekropoli faraona Amenemheta v Lištu, Tanisu in Bubastisu.
Na enem od fragmentov je Kufujeva kartuša z napisom »Gradnja svetišč bogov«. Na drugem je vrsta debelih volov, okrašenih s cvetjem, ki so bili očitno pripravljeni za žrtvovanje v darilni procesiji. Uvodni napis jih imenuje »okolica Tefefa služi Kufuju« in »vpitje za Kufuja«. Na tretjem je najstarejši znani vojni prizor. Imenuje se »priprava lokostrelcev«, ker so na njem upodobljeni lokostrelci z napetimi loki. Na četrtem fragmentu je podoba Kufuja z  dvojno krono, ki prebada povodnega konja.
V Vadiju Maghara na Sinaju je skalni napis s Kufujevim imenom in naslovi in pripisom »Hor-Medžedu, Khnum-Khuf, Bikuj-Neb, veliki bog in udarjalec po trogloditih, vsa zaščita in življenje sta z njim«. Izdelava reliefa je podobna izdelavi reliefa faraona Sneferuja. Na enem od prizorov nosi Kufu dvojno krono, v njegovi bližini pa je upodobljen bog Tot. Na drugem prizoru, ki je blizu prvega, nosi Kufu krono atef in udarja po sovražniku. Na tem prizoru je upodobljen bog Vepvavet.
Zanimivo je, da na nobenem od številnih reliefov Kufu ne daruje bogovom. Ta podrobnost je opazna, ker so na reliefih Sneferuja in vseh faraonov od Menkaureja dalje faraoni upodobljeni tudi med darovanjem bogovom. To bi morda lahko pojasnili kasnejši grški zgodovinarji, ki so trdili, da je Kufu zaprl vse templje in prepovedal vsa žrtvovanja.

### Nekropola
Kufujeva piramidna nekropola stoji v severovzhodnem delu planote Giza. Vzrok za selitev nekropole na sever, stran od nekropole Kufujevega predhodnika Sneferuja, je bilo verjetno pomanjkanje prostora in lokalnih kamnolomov apnenca. Kufu je izbral najvišji del planote, da bi bila njegova še ne zgrajena piramida vidna od zelo daleč. Nekropolo je imenoval Akhet-Khufu – Kufujevo obzorje.
Osnovnica Velike piramide meri 230,4 m, sedanja višina pa 138,7 m. Piramidion in vso apnenčasto oblogo piramide so v preteklosti pokradli. Odstranjena obloga omogoča vpogled v zgradbo jedra piramide. Bloki iz temnega apnenca so bolj majhni in grobo obdelani. Obloga je bila izdelana iz skoraj belega apnenca. Njena zunanjost je bila fino spolirana, zato je bila sprva bleščeče bela. Piramidon je bil morda prevlečen z elektronom, vendar za to ni nobenega arheološkega dokaza. Stene in stropi notranjih hodnikov in komor so bili iz poliranega granita, najtršega kamna, ki so ga poznali. Malta je bila zmes mavca, peska, praškastega apnenca in vode.
Vhod v piramido je bil na njeni severni strani. V njeni notranjosti so tri komore. Na vrhu je faraonova pogrebna komora, v sredini komora s kipom, ki se napačno imenuje kraljičina komora, pod temelji pa je nedokončana podzemna komora. Namen pogrebne komore povsem jasno kaže granitni sarkofag, medtem ko je namen kraljičine komore še vedno sporen. Lahko bi bila serdab Kaja Kufujevega kipa. Namen nedokončane podzemne komore ni znan. Tesen koridor, ki z zahodne strani komore vodi proti jugu in nedokončan jašek sredi vzhodne strani kažeta, da je podzemna komora najstarejša od treh komor in da je bil v prvotnem načrtu stavbe preprost komorni kompleks z več prostori in hodniki. Dela so bila iz neznanega vzroka prekinjena, više pa sta bili zgrajeni dve dodatni komori. Pomemben del notranjosti piramide je Velika galerija, ki vodi do pogrebne komore. Dolga je 46 m in visoka 8,7 m. Galerija ima pomembno statično vlogo, ker prenaša težo blokov nad pogrebno komoro na jedro piramide.
Piramida je imela obzidje, oddaljeno približno 10 m. Na njeni vzhodni strani je stal Kufujev pogrebni tempelj. Njegovi temelji so bili iz bazalta in so večinoma ohranjeni. Stebri in portali so bili iz rdečega granita, stropi pa iz belega apnenca. Od teh zgradb so ohranjeni samo temelji. Od pogrebnega templja vodi 692 m dolga dvignjena pešpot do templja v dolini. Slednji je bil zgrajen verjetno iz enakih gradiv kot pogrebni tempelj. Od templja se niso ohranili niti temelji, zato njegova oblika in velikost nista znani.
Vzhodno od piramide je Vzhodno pokopališče Kufujeve nekropole, na katerem so mastabe princev in princes. Tri majhne satelitske piramide na jugovzhodnem vogalu Velike piramide so pripadale kraljicam Hetepheres (G1-a), Meritites I. (G1-b) in morda Henutsen (G1-c). Južno od piramide je nekaj mastab in jame Kufujevih pogrebnih ladij. Zahodno od nje je Zahodno pokopališče, kjer so bili pokopani visoki uradniki in svečeniki.

## Kufu v kasnejšem egipčanskem izročilu

### Staro kraljestvo
V Starem kraljestvu je imel Kufu obsežen kult mrtvih. Do konca Šeste dinastije je imel v nekropoli arheološko dokazanih najmanj 67 svečenikov in šest neodvisnih visokih uradnikov. Deset od njih, med njimi sedem članov kraljeve družine, je služilo že v pozni Četrti dinastiji, 28 med Peto dinastijo in 29 med Šesto dinastijo. Številka je omembe vredna, ker je imel Kufujev očim, slavni faraon Sneferu, v enakem časovnem obdobju »samo« 18 svečenikov. Džedefre jih je imel samo osem, Kefren pa 28. Takšen kult je imel velik pomen za državno gospodarstvo, ker je bilo treba za vzdrževanje ustanoviti posebne domene. Med Kufujevo vladavino je dokazano ogromno število imen takšnih domen. Na koncu Šeste dinastije se je njihovo število hitro zmanjšalo, na začetku Sedme dinastije pa so bile vse domene ukinjene.

### Srednje kraljestvo
V Vadi Hammamatu je skalni napis iz Dvanajste dinastije, na katerem je pet kartuš z imeni Kufu, Džedefre, Kafre, Baufre in Džedefhor. Ker so imena napisana v kartušah, se je v preteklosti domnevalo, da sta vsaj nekaj časa vladala tudi Baufre in Džedefhor. Sodobni avtorji ju nimajo več za vladarja, ampak za princa. Kufujeva navzočnost na seznamu morda kaže, da so njega in njegove pristaše imeli za zavetnike. To teorijo podpirajo arheološke najdbe, na primer posode iz alabastra s Kufujevim imenom, ki so jih odkrili v Koptosu, romarskem središču v Vadi Hammamatu.
Literarna mojstrovina iz Trinajste dinastije, ki govori o Kufuju, je slavni Westcarjev papirus, v katerem je bil Kufu priča čudežu in prejel prerokbo maga z imenom Dedi. Kufu je v zgodbi opisan dvoumno. Po eni strani je opisan kot neusmiljen vladar, ker je zapornika obsodil na smrt z obglavljenjem, da bi preskusil Dedijevo magično moč, po drugi strani pa kot vedoželjen, razumen in plemenit: sprejel je Dedijevo ogorčenje in kasnejšo alternativno ponudbo za zapornika, raziskal okolišćine in vsebino Dedijeve prerokbe in ga nazadnje raodarno nagradil. Protisloven Kufujev opis je med egiptologi in zgodovinarji še vedno predmet razprav. Starejši egiptologi in zgodovinarji, kot so Adolf Erman, Kurt Heinrich Sethe in Wolfgang Helck, so Kufujev značaj ocenili kot brezsrčen in brezbožen. Nagibali so se k starogrškemu izročilu Herodota in Diodorja Sicilskega, ki sta Kufuja opisala pretirano negativno, in zanemarili egipčansko izročilo, ki je bilo vedno pozitivno.
Drugi egiptologi, na primer Dietrich Wildung, imajo Kufujev ukaz za dejanje usmiljenja: če bi Dedi uspešno opravil svojo čarovnijo, bi ujetnik oživel. Wildung domneva, da je bila Dedijeva zavrnitev aluzija na spoštovanje, ki so ga Egipčani kazali do človeškega življenja. Stari Egipčani so menili, da se človeškega življenja ne sme zlorabiti za črno magijo in podobne vražje zadeve. Verena Lepper in Miriam Lichtheim sumita, da je bil dvoumen Kufujev opis natančno tisto, kar je avtor načrtoval: Kufuju je nameraval pripisati misteriozen značaj.

### Novo kraljestvo
V Novem kraljestvu sta se Kufujeva nekropola in lokalni mrtvaški kult reorganizirala in Giza je ponovno postala pomembno gospodarsko in kultno središče. Med Osemnajsto dinastijo je faraon Amenhotep II. zgradil spominski tempelj in v bližini Velike sfinge postavil svojo stelo. Njegov sin in prestolonaslednik Tutmoz IV. je sfingo izkopal iz peska in pred njene prednje šape postavil spominsko Sanjsko stelo. Napisa na obeh stelah sta podobna, vendar noben ne pove, kdo je Veliko sfingo zgradil.
Na koncu Osemnajste dinastije je bil na satelitski pitamidi kraljice Henutsen (G1-c) na Kufujevi nekropoli zgrajen tempelj boginje Izide. Med Enaindvajseto dinastijo se je tempelj razširil, med Dvaindvajseto dinastijo pa se je širitev nadaljevala. V tem obdobju je bilo več Izidinih svečenikov, ki so bili hkrati Kufujevi svečeniki (Hem-netjer-Khufu). Iz tega obdobja je pečatni prstan z imenom svečenika Neferibrêja, ki so ga odkrili v Gizi.

### Pozno obdobje
V poznem obdobju so se na veliko, morda za srečo, prodajali skarabeji s Kufujevim imenom. Več kot trideset skarabejev se je ohranilo. V Izidinem templju je na ogled družinsko drevo njenih svečenikov v obdobju od 670 do 488 pr. n. št. Iz istega obdobja je tudi slavna Inventarna stela, na kateri sta imeni Kufuja in njegove žene Henutsen. Sodobni egiptologi se sprašujejo, ali so ga v tistem obdobju res še častili, in domnevajo, da je bil bolj zgodovinski simbol Izidinega templja.

## Kufu v starogrškem izročilu

### Maneton
Egipčanski zgodovinar Maneton Kufuja imenuje Sufis in mu pripisuje 63 let dolgo vladavino. Omenja tudi, da je zgradil Veliko piramido in nadaljuje, da je po Herodotovem mnenju piramido zgradil Keops. Maneton je bil očitno prepričan, da sta bila Sufis in Keops različna vladarja. O Kufuju pravi, da je preziral bogove in o tem napisal Sveto knjigo, ki jo je (Maneton) dobil med potovanjem po Egiptu. Sodobni egiptologi dvomijo v obstoj domnevne Svete knjige, ker bi bilo zelo nenavadno, da bi faraon napisal knjigo in da bi se tako dragocena knjiga lahko tako enostavno dobila.

### Herodot
Grški zgodovinar Herodot opisuje Kufuja kot heretičnega in krutega tirana. V svoji Zgodovini (II. knjiga, poglavja 124-126) piše: 
Dokler je vladal kralj Rampsinit, tako so mi rekli, je bil v Egiptu red in država je lepo uspevala. Ko je za njim zavladal Keops, se je v državi začelo trpljenje: zaprl je vse templje, svečenikom prepovedal žrtvovanje in vse Egipčane prisilil, da so delali zanj. Nekateri so morali vlačiti kamnite bloke iz kamnolomov v arabskih gorah do Nila, drugi so jim morali odpeljati po Nilu in jih nato odvleči do tako imenovanih Libijskih gora. Istočasno je po tri mesece delalo 100.000 mož. Zatiranje je trajalo deset let. V tem času so zgradili pot, po kateri so vlačili kamen, in nato vsaj toliko časa, da so zgradili piramido. Pot je bila dolga 5 furlongov (približno 1000 m), široka  10 sežnjev (približno 19 m) in visoka  8 sežnjev (približno 15 m), kjer je bila najvišja. Izdelana je bila iz poliranega kamna z vklesanimi podobami. Za to delo in podzemne kamre v hribu, na katerem je stala piramida, v katerih naj bi bil pokopan, so potrebovali 10 let. Da bi hrib postal otok, so od Nila do tja skopali vodni kanal.
Za gradnjo piramide same so potreboovali 20 let. Pirammida je kvadratna. Vsaka stranica meri 800 čevljev, tako kot višina. Zgrajena je iz zglajenih in do popolnosti prilegajočih se kamnitih blokov. Noben blok ni krajši do 30 čevljev. Zgrajena je v stopnicah, ki jih nekateri imenujejo vrsta, drugi pa baza. Ko so zgradili prvo stopnico, so preostale kamne z napravo, narejeno iz kratkih brun, dvignili s tal na drugo stopnico, ko je bila druga stopnica gotova pa so z njej podobno napravo kamne dvignili na tretjo stopnico. Kolikor je bilo stopnic, toliko je bilo naprav, ali pa so morda imeli samo eno in so jo prestavjali na naslednjo stopnico, ko je bila prejšnja zaključena.
Na piramidi je v egipčanski pisavi navedeno, koliko se je potrošilo za redkev in čebulo in por za delavce in, če se prav spomnim, kaj je tolmač med branjem tega besedila rekel, da 1600 srebrnih talentov. Keops je postal tako zloben in pohlepen, da je svojo hčerko poslal v javno hišo da bi zaslužila določeno vsoto denarja. Koliko, mi niso povedali. In ona ni samo služila denar, kot ji je ukazal oče, ampak je naredila načrt tudi za svoj spomenik: od vsakega moža, ki je prišel k njej, je razen denarja zahtevala tudi kamnit blok. Iz tega kamna, so mi rekli, so pred Veliko piramido zgradili manjšo piramido, ki je v vsako smer merila 150 čevljev.
Enaka je zgodba o faraonu Kafreju (Kefren). V poglavju 127-128 Herodot piše: 
Ko je Keops umrl, ga je na kraljevskem prestolu nasledil brat Kefren. Obnašal se je enako kot njegov predhodnik in vladal 56 let. Skupaj sta vladala 106 let. V tem času se za Egipčane ni dogajalo nič drugega kot zlo. Templji so ostali zaprti in se v tam času niso odprli. 
Herodot zgodbo o zlih kraljih končuje v poglavju 128 z besedami:
Zaradi sovraštva do obeh kraljev Egipčani niso z veseljem izgovarjali njunih imen. Še več! Njuni piramidi so imenovali po pastirju Filitisu, ki je takrat v njuni okolici pasel svoje črede. 

### Diodor Sicilski
Staroveški zgodovinar Diodor trdi, da so Kufuja v poznejših časih ljudje tako sovražili, da so svečeniki njegov sarkofag skupaj z mumijo prenesli v neko drugo tajno grobnico. Njegova pripoved je še okrepila prepričanje grških zgodovinarjev, da je Kufujeva piramida (in seveda tudi obe drugi) rezultat suženjskega dela. Diodor se hkrati ograjuje od Herodota in trdi, da »pripoveduje samo lepe zgodbe in zabavne izmišljotine«. Diodor pravi, da mu Egipčani niso mogli zanesljivo povedati, kdo je prav za prav zgradil piramide. Trdi tudi, da on sam ni resnično zaupal pripovedovalcem in da bi resnica o graditeljih piramid lahko bila drugačna. Keopsovo piramido je po njegovem mnenju zgradil kralj z imenom Harmais, Kefrenovo piramido pa Amasis II. (Amhoz II., Šestindvajseta dinastija, vladal 570 – 526 pr. n. št.). Menkaurejevo piramido je pripisal princu Inarosu I. (sredina 7. stoletja pr. n. št.).
Diodor o Keopsovi piramidi piše, da je čudovito bela, vendar brez vrha. Piramidion so do takrat očitno že odstranili. Avtor domneva, da so piramido gradili s klančinami, ki so jih potem, ko so piramido obložili z apnencem, odstranili. Piramido je po njegovem mnenju 20 let gradilo 300.000 delavcev.

## Kufu v arabskem izročilu
Leta 642 n. št. so Egipt osvojili Arabci. Ko so zagledali piramide, so začali raziskovati, kdo jih je zgradil. V tistem času jim noben prebivalec Egipta ni mogel povedati niti kdo jih je zgradil niti prevesti hieroglifov. Arabski zgodovinarji so zato začeli o tem pisati svoje teorije in zgodbe.
Najbolj znana zgodba o Kufuju in njegovi piramidi je v knjigi Hitat (popoln naslov je al-Mawāʿiẓ wa-’l-iʿtibār fī ḏikr al-ḫiṭaṭ wa-’l-ʾāṯār), ki jo je leta 1430 napisal Muhammad al-Maqrizi (1364–1442). Knjiga vsebuje več teorij in mitov o Kufuju, zlasti o Veliki piramidi. Čeprav je Kufu večkrat omenjen, je bilo veliko arabskih piscev prepričanih, da je Veliko piramido (in obe drugi) zgradil bog Hermes, katerega so Arabci imenovali Idris.
Al-Maqrizi omenja, da so svetopisemski Amalkiti Kufuja imenoval Saurid, Salhuk in/ali Sardžak. Zatem piše, da je piramide zgradil po več nočnih morah, v katerih se je Zemlja obrnila na glavo, zvezde padle z neba in ljudje v grozi vpili. V drugi nočji mori so zvezde padale z neba in ugrabljale ljudi in jih nato prestavljale med dve veliki gori. Kufu je nato od svojih prerokov dobil opozorilo o potopu, ki bi lahko uničil Egipt. Da bi zaščitil zaklade in modre knjige, je Kufu zgradil tri piramide v Gizi.

## Ocene sodobnih egiptologov
Egiptologi so sčasoma preučili morebitne motive in razloge za spreminjanje Kufujevega ugleda. Podrobnejše raziskave in primerjave primarnih virov s kasnejšimi zapisi ter grškimi in koptskimi besedili kažejo, da so bile spremembe postopne in da so v grškem in ptolemajskem obdobju še vedno prevladovali pozitivni pogledi na faraona.  Alan B. Lloyd na primer opozarja na dokumente in napise iz Šeste dinastije in navaja pomembno mesto Menat-Kufu, kar pomeni Kufujeva pestunja. Mesto je bilo v Srednjem kraljestvu še vedno zelo gledno. Lloyd je prepričan, da takega imena ne bi bilo mogoče izbrati v čast kralju s slabim (ali vsaj vprašljivim) slovesom. Poleg tega opozarja na veliko število krajev, kjer se je tudi izven Gize izvajal Kufujev kult mrtvih. Kulti so se izvajali še v saiškem in perzijskem obdobju Egipta.
Slavna Objokovanja, besedila iz prvega vmesnega obdobja Egipta, so razkrila nekaj zanimivih pogledov na monumentalne grobnice iz preteklosti. V njih so videli dokaz neizmerne domišljavosti, o vladarjih samih, tudi o Kufuju, pa ni nobene negativne sodbe.
Sodobni egiptologi na Herodotove in Diodorjeva pripovedi gledajo kot na zavestno blatenje, ki je temeljilo na takrat veljavni filozofiji. Egiptologi trdijo, da so klasični avtorji živeli okoli 2000 let po Kufuju in da so bili viri, ki so jih imeli na razpolago, zastareli, filozofija starih Egipčanov pa se je od Starega kraljestva do takrat v celoti spremenila. Pretirano velike grobnice, kot so piramide v Gizi, so morale Grke in tudi kasnejše svečenike Novega kraljestva zgroziti, ker so jih spominjale na heretičnega faraona Ehnatona in njegove megalomanske gradbene projekte. Ta izredno negativna slika se je očitno projicirala tudi na Kufuja in njegovo piramido. Takšno gledanje je verjetno spodbudilo dejstvo, da je bila v Kufujevem času gradnja ogromnih spomenikov iz dragocenega kamna in njihovo razkazovanje v javnosti omejeno samo na vladarja. Grški zgodovinarji, svečeniki kulta mrtvih in drugi svečeniki so impresivne Kufujeve spomenike in kipe razlagali samo kot rezultat njegovega megalomanskega značaja. Takšni pogledi in njim primerne zgodbe so povzročili, da je bila ocena Kufujevega značaja skrajno negativna. Razen tega je bilo škandalozne zgodbe o njem laže prodajati kot pozitivne.
Več egiptologov opozarja, da tudi rimski zgodovinarji, kot sta bila Plinij starejši in Frontin, oba sta ustvarjala okoli leta 70 n. št., niso oklevali norčevati se iz piramd v Gizi. Frontin jih imenuje »nesmiselne zgradbe, podobne našim opuščenim akveduktom v Rimu«, Plinij pa jih je opisal kot »prazno in neumno razkazovanje faraonovega bogastva«. Egiptologi v teh kritikah vidijo očitne politično in socialno motivirane nakane. Zdi se jim paradoksno, da se je namen gradnje piramid pozabil, imena njihovih graditeljev pa so ostala nesmrtna.
Drug namig, da je bil Kufu pri Grkih in Rimljanih na slabem glasu, se morda skriva v koptskem branju njegovega imena. Hieroglifi Kufujevega imena se koptsko berejo Šêfet, kar pomeni (spremlja ga) smola ali grešen. Koptsko branje izhaja iz kasnejše egipčanske izgovarjave Kufujevega imena, ki se je izgovarjalo Šufu. Iz te oblike izhaja tudi grška oblika imena Sufis. Slab prizvok koptskega branja Kufujevega imena so morda nezavedno prevzeli tudi grški in rimski avtorji.
Nekaj egiptologov domneva, da staroveški zgodovinarji niso dobili gradiv za svoje pisanje samo od svečenikov, ampak tudi od prebivalcev v okolici nekropole, ki so zaradi izročila morda negativno ali kritično gledali na piramide in kult mrtvih. Različni kulturni krogi so zagotovo različno gledali na Kufujev značaj in njegova zgodovinska dejanja. Diodorjeve pripovedi so zato bolj zanesljive kot Herodotove, ker je na pripovedi o Kufuju gledal bolj skeptično. Dejstvo, da je piramide v Gizi pripisal grškim kraljem, verjetno izvira iz legend iz njegovega časa in dejstva, da o piramide kasneje uporabljali tudi grški in rimski vladarji in plemiči.
Sodobni egiptologi in zgodovinarji so previdni tudi glede verodostojnosti arabskih zgodb in poudarjajo, da je srednjeveške arabske avtorje vodilo strogo islamsko prepričanje, da obstaja samo en bog in zato nobenega drugega boga ni bilo dovoljeno omenjati. Egipčanske vladarje in bogove so zato spremenili v svetopisemska preroke in kralje: egipčanski bog Tot, na primer, katerega so Grki preimenovali v Hermesa, so Arabci poistovetili s prerokom Henohom. Kufuja so imenovali Saurid, Salhuk in/ali Sardžak in ga v zgodbah pogosto zamenjali s prerokom Šaddādom bīn 'Âdom. Znanstveniki poleg tega opozarjajo na več protislovij v Al-Maqrizijevi knjigi. V prvem poglavju Hitata je na primer zapis, da so Kopti zanikali vse vdore Amalkitov v Egipt in da so bile piramide zgrajene kot grobnica Shaddāda bīn 'Âda. V nekaj kasnejših poglavjih Al-Maqrizi trdi, da so Kopti za graditelja piramid imeli Saurida, se pravi Hermesa.

## Kufu v sodobni kulturi
Kufu in njegova pisamida se zaradi slave pojavljata v več romanih, filmih in dokumentarnih filmih. 
Leta 1827 je pisateljica Jane C. Loudon napisala roman Mummy! A Tale of the 22nd Century (Mumija! Zgodba o 22. stoletju). Zgodba opisuje Zemljane v  22. stoletju, ki so postali tehnološki zelo napredni, vendar popolnoma nemoralni. Rešila bi jih lahko samo Kufujeva mumija.
Leta 1939 je Nagib Mahfuz napisal roman Khufu's Wisdom (Kufujeva modrost), ki h+je zasnovan na zgodbah iz Westcarjevega papirusa.
Leta 1997 je francoski avtor Guy Brachet napisal Le roman des pyramides (Roman o piramidah) v pet delih. V prvih dveh delih, Le temple soleil (Sončni tempelj) in Rêve de pierre (Kamnite sanje), sta glavna tema Kufu in njegova grobnica.
Leta 2004 je Page Bryant napisal znanstvenofantastično zgodbo The Second Coming of the Star Gods  (Drugi prihod zvezdnih bogov), ki govori o Kufujevem božanskem izvoru.
Roman The Legend of The Vampire Khufu (Legenda o vampirju Kufuju), ki ga je leta 2010 napisal Raymond Mayotte, govori o Kufuju, ki se je v svoji piramidi zbudil kot vampir.
Dobro znana filma, ki govorita o Kufuju ali njegovi piramidi, sta Dežela faraonov  Howarda Hawksa iz leta 1955, ki govori o gradnji njegove piramide, in Stargate iz leta 1994, v katerem so v bližini piramid našli zunajzemeljsko napravo.
Kufu in njegova piramida sta predmet več psevdoznanstvenih teorij, ki se ukvarjajo z idejo, da je bila njegova piramida zgrajena s pomočjo prišlekov iz vesolja in da si jo je Kufu enostavno prisvojil in ponovno uporabil. Avtor pri tem zanemarja ali celo ponareja arheološke dokaze.
Po Kufuju je imenovan asteroid 3362 Khufu.
Kufujeva (Keopsova) piramida se pojavlja v več računalniških igrah, na primer v Tomb Raider – The Last Revelation, v kateri mora igralec priti v Keopsovo piramido in se soočiti z bogom Setom. Druga računalniška igra je Duck Tales 2 za Game Boy, v kateri mora igralec pripeljati Scrooga skozi Keopsovo piramido, polno pasti.